# Église Sainte-Marie-de-Constantinople d'Ugento
L'église Sainte-Marie-de-Constantinople (italien : chiesa di Santa Maria di Costantinopoli) est une église située dans la commune d'Ugento, dans la province de Lecce en Italie.

## Histoire
L'église, construite au début du XVIIe siècle, est intégrée à la structure de la Masseria Crocefissi du XVIIIe siècle et se dresse sur l'ancienne Via Traiana Sallentina, une route de l'époque romaine qui, au fil des siècles, est devenue une voie religieuse très populaire vers la Sanctuaire de Santa Maria di Leuca. Initialement, le bâtiment était complètement isolé et fut commandé par la famille aristocratique locale Papadìa.

## Architecture
L'église, de petite taille, se compose d'une seule salle rectangulaire coiffée d'un toit en berceau. Le toit extérieur était à l'origine à double pente, remplacé par un grenier plat au XVIIIe siècle.
L'intérieur est entièrement décoré de fresques ; le long des murs se trouvent des images grandeur nature d'un prophète (Élie ou Isaïe), de saint Eligius, saint Nicolas, saint Antoine de Padoue, sainte Rita, saint Paul, saint Blaise, saint Roch, saint Vitus et saint Antoine l'Abbé. Sur l'envers de la façade se trouve une représentation du Christ. Au-dessus de l'autel, de facture moderne, trône la représentation de la Madone de Constantinople, avec la date de création (1619). La voûte est ornée de faux coffres, à l'intérieur desquels sont représentés des visages de putti ailés. Les armoiries héraldiques de la famille Papadìa sont peintes au centre de la voûte.